# 阿曼播棋
阿曼播棋（Hawalis），是流行於阿曼的兩人棋類，是種播棋類。

## 棋具
- 長方形棋盤，挖有每排七個棋洞，共四排。兩方各控制最近兩排。每方只能自己的棋洞分投。

- 初始佈置時，每洞有兩顆棋子。

## 規則
- 雙方輪流從己方至少有兩顆棋子的小洞取出該洞的所有棋子，以逆時針方向分配到其他的小洞中，一洞分配一顆，直到分配完，範圍環繞只限定在己方的兩排棋洞中。最後分配的一顆棋子若落在有棋子的洞中時，需再從該洞再進行分配動作，直到最後分配的棋子落在無棋子的小洞中。

- 當己方棋洞都只有一顆棋子時，才可以以該些棋洞開始作分投。

- 最後分投結束時，若是處於己方前排，並且正對面的對方前排棋洞有棋子，則把對方該棋子取走作計分，同時若對手該棋洞的後排棋洞也有棋子則一併取走。

- 當無法行棋時輸掉遊戲。

- 當一方獲得超過總棋子數量一半時得勝[1]。

## 外部連結
- 遊戲照片 （页面存档备份，存于）